# Hilary Mantel
Hilary Mary Mantel, född Thompson den 6 juli 1952 i Glossop, Derbyshire, död den 22 september 2022 i Exeter, Devon, var en brittisk författare och filmkritiker. Hon skrev bland annat noveller, memoarer och historiska romaner. 2009 och 2012 vann hon Bookerpriset för sina romaner Wolf Hall och uppföljaren Bring up the Bodies (svensk titel: För in de döda). År 2020 publicerades den avslutande delen i trilogin om Thomas Cromwell, The Mirror and the Light (Spegeln och ljuset).
Wolf Hall publicerades på svenska av Weyler förlag i augusti 2013. Uppföljaren För in de döda utkom 2014. Båda böckerna översattes av Jesper Högström.

## Biografi
Mantel föddes i staden Glossop i Derbyshire och växte upp, som äldsta barnet av tre syskon, i det närliggande Hadfield. Hennes familj var av irländsk härkomst, men föräldrarna, Margret och Henry Thompson, föddes båda i England. Vid elva års ålder tappade Hilary kontakten med sin far, och tog sin styvfars efternamn Mantel. Om sitt familjeliv skriver hon i boken Giving Up the Ghost.
1970 började Mantel studera juridik på London School of Economics. Hon bytte senare till University of Sheffield och tog 1973 kandidatexamen i rättsvetenskap. Efter sin examen arbetade hon med socialt arbete på ett geriatriksjukhus, och senare som försäljare. 1974 började hon skriva en roman om franska revolutionen, som senare publicerades under namnet A Place of Greater Safety.
1972 gifte hon sig med geologen Gerald McEwen, och 1977 flyttade de tillsammans till Botswana. Senare bodde de under fyra år i Jidda i Saudiarabien. Mantel skriver om denna period i Someone to Disturb som publicerats i tidskriften London Review of Books.
När Mantel var i 20-årsåldern diagnostiserades hon med en psykisk sjukdom efter att ha mått dåligt en längre tid. Hon lades in på sjukhus och behandlades med antipsykotiska mediciner, som paradoxalt nog gav henne biverkningar i form av psykotiska besvär. Till följd av detta avstod hon i flera år från att söka läkarvård. I Afrika konsulterade hon dock en medicinsk bok och insåg då att hon troligen led av en svår form av endometrios, något som senare bekräftades av läkare i London. Sjukdomen och de nödvändiga operationerna gjorde det omöjligt för henne att skaffa barn, och steroidbehandlingarna ändrade hennes utseende radikalt. Hon utsågs till beskyddare av Endometriosstiftelsen SHE (Endometriosis SHE Trust).

## Litterär karriär
Hilary Mantels första roman, Every Day Is Mother's Day publicerades 1985, och dess uppföljare, Vacant Possession, året därpå. När hon återvänt till England blev hon filmkritiker på tidningen The Spectator och recensent åt ett flertal tidningar i både Storbritannien och USA. I romanen Eight Months on Ghazzah Street, som bygger på hennes egna erfarenheter från Saudiarabien, använder hon konflikter och olika värderingar mellan grannarna i ett bostadshus för att illustrera spänningarna mellan Islam och den liberala Västvärlden. Hennes roman Fludd utspelar sig 1956 i den fiktiva byn "Fetherhoughton" och handlar om en främling som genom alkemi förändrar tillvaron för deprimerade, förryckta och föraktade. Boken belönades 1989 med priset Winifred Holtby Memorial Prize.
A Place of Greater Safety, 1993, handlar om de tre revolutionärerna Danton, Robespierre och Camille Desmoulins och utsågs av Sunday Express till "Årets bok". Boken A Change of Climate utspelar sig i Norfolk 1980, och handlar om Ralph och Anna Eldred vars familjeliv hotar att falla samman när förtryckta minnen av katastrofala händelser från parets förflutna kommer upp till ytan. Boken tar läsaren tillbaka till 1950-talet då paret jobbade som missionärer i ett farofyllt Sydafrika och följer sedan paret till Bechuanaland där en osannolik förlust inträffar. Boken handlar om att kunna och inte kunna förlåta, konflikten mellan ideal och brutalitet, och att det är nödvändigt att inse att liv förstörs innan de kan lagas.
An Experiment in Love, som belönades med Hawthornden Prize, utspelar sig under två terminer på ett universitet i London 1970 och följer utvecklingen hos tre flickor – två vänner och en fiende – när de lämnar hemmet för universitetslivet. Margaret Thatcher dyker också upp i boken som utforskar kvinnors aptit och ambitioner och hur dessa ofta motarbetas. Även om Mantel har använt händelser ur sitt eget liv som material till boken är det inte en självbiografi. Hennes nästa bok, The Giant, O'Brien, utspelar sig på 1780-talet och är baserad på den sanna historien om Charles O'Brien som kom till London för att visa upp sig själv som ett missfoster, och vars skelett idag hänger i Royal College of Surgeons of Englands museum. Boken behandlar O'Brien och hans antagonist, den skotske kirurgen John Hunter, mindre som historiska personer än som mystiska huvudpersoner i en mörk och våldsam saga.
2003 publicerade Mantel både sin självbiografi Giving Up the Ghost, som vann välgörenhetsorganisationen MIND:s utmärkelse Årets bok, och också novellsamlingen Learning to Talk.
Beyond Black publicerades 2005, och är en väldigt mörk komedi som utspelar sig runt millennieskiftet och handlar om mediet Alison Hart vars lugna och lyckliga yttre döljer ett groteskt och psykopatiskt inre. Hon följs alltid av sina "vänner" som är osynliga men alltid på gränsen till att bli verkliga.
Romanen Wolf Hall publicerades 2009 och fick ett varmt bemötande av kritikerna och vann 2009 års Bookerpriset på 50 000 brittiska pund. Boken var förhandstippad vinnare, och den stod för 45 procent av försäljningen av alla böcker som var nominerade i tävlingen.
2012 blev Mantel den första kvinnan och även den första från Storbritannien att vinna Bookerpriset i skönlitteratur två gånger. Hon fick priset för Bring Up the Bodies, uppföljare till Wolf Hall. De enda som tidigare vunnit priset två gånger är J.M. Coetzee och australiern Peter Carey.
Mantel arbetade också på en ny bok med namnet The Woman Who Died of Robespierre om dramatikern och författaren Stanisława Przybyszewska.[källa behövs] Hon skrev även recensioner och andra texter, främst för tidningarna The Guardian, the London Review of Books och the New York Review of Books.